# Jean-Félix Adolphe Gambart
Jean-Félix Adolphe Gambart (* 12. Mai 1800 in Sète; † 23. Juli 1836 in Paris) war ein französischer Astronom.
Gambart wurde als Sohn eines Kapitäns geboren. Bereits in jungen Jahren wurde seine Intelligenz von Alexis Bouvard erkannt, der ihn überzeugte, sich der Astronomie zu widmen. 1819 ging er an das Observatorium von Marseille und wurde 1822 dessen Leiter.
Während seiner Laufbahn notierte er eine Anzahl von Beobachtungen der Jupitermonde und entdeckte insgesamt 13 Kometen. Im Jahre 1832 beobachtete er den Durchgang von Merkur vor der Sonne und bemerkte dabei, dass der Planet deformiert erschien, als er den Sonnenrand erreichte.
1831 wurde er korrespondierendes Mitglied der Académie des sciences in Paris. Er war auswärtiges korrespondierendes Mitglied der Académie royale de Bruxelles.
Er litt an Tuberkulose und starb 1836 an Cholera.

## Ehrungen
Der Krater Gambart auf dem Mond wurde nach ihm benannt. Außerdem erhielt er eine Medaille der Royal Astronomical Society für seine Berechnung der Umlaufbahn eines Kometen.